# Мис Сара Сампсон
„Мис Сара Сампсон“ (на немски: Miss Sara Sampson) е трагедия в пет действия на немския писател и драматург Готхолд Ефраим Лесинг. Творбата е издадена през 1775 г. и спада към епохата на Немското просвещение. През същата година драмата е представена и за пръв път на сцена.

## Персонажи
- Сър Уилиам Сампсон
- Мис Сара, негова дъщеря
- Мелефонт, любимият на Сара
- Марлуд, бившата любима на Мелефонт.
- Арабела, малко дете, дъщеря на Марлуд
- Уайтуел, старият слуга на Сър Уилиам Сампсон
- Нортън, слуга на Мелефонт
- Бети, слуга на Сара
- Хана, слуга на Марлуд
- Гостилничаря и няколко второстепенни персонажа

## Сюжет

### Първо действие — Експозиция
Мястото на действието в пиесата е английска гостилница. Първи пристига бащата на лейди Сара, заедно  с неговия прислужник. Той идва, за да убеди Сара да се върне обратно. Добродетелната Мис Сара Сампсон е напът да избяга във Франция заедно със своя
любим Мелефонт. Там  искат да се оженят. Докато Сара няма търпение да се венчаят, Мелефонт вътрешно се съмнява. Той забавя пътуването към Франция под претекст, че чака наследството на един свой братовчед, на което има право. Той ще го получи, но само при условие, че се ожени за негова роднина, която той мрази.

### Второ действие
По следите на бягащата двойка са както чувствителният баща на булката (Сър Уилиам Сампсон), така и бившата любима на Мелефонт (Марлуд). Тя иска да го спечели отново. Във всеки случай нейните действия не са продиктувани  от истинска любов, а от накърнено чувство за чест. Първоначално опитва с фамилиарност.  После се опитва да го умилостиви с присъствието на тяхната дъщеря Арабела. Това изглежда, че има ефект. Мелефонт напуска стаята, за да се отрече от Сара.
Малко по-късно, вече осъзнал се, той се връща в стаята. Решава, че ще остане със Сара и иска да вземе дъщеря си с него. Тогава Марлуд показва истинската си същност: тя опитва да прободе с нож Мелефонт, но не успява. Той хваща ръката ѝ  и изтръгва ножа от нея. Тя иска от него позволение, да я запознае с неговата нова любима. Но проявявайки хитрост, Марлуд иска той да я представи на Сара като негова роднина под фалшиво име. 

### Трето действие
Сър Уилиам, който знае местонахождението на двойката благодарение на Марлуд, маркира първата повратна точка в действието. Той пише писмо до дъщеря си, в което прощава на двамата и ги призовава да се върнат при него. Когато Сара получава писмото първоначално се колебае, дали да го прочете. Следват дълги дискусии с Уайтуел, слугата на Сър Уилиам, който я убеждава да го
прочете. След като го прочита, тя е силно развълнувана. Веднага се заема с писането на отговор, но е прекъсната от появата на Марлуд и Мелефонт. Първата среща на Сара с Марлуд се състои в началото на пета сцена. Всичко изглежда, сякаш една позитивна развръзка на ситуацията е възможна. И така „Мис Сара Сампсон“ би могло да бъде една трогателна комедия, но благодарение на интригантката Марлуд пиесата се превръща в трагедия.

### Четвърто действие
Първите три сцени на четвърто действие показват на зрителя, че в действителност Мелефонт  е разколебан за сватбата. В четвъртата сцена началото започва от края: Марлуд се среща със своята съперница Сара. По време на един много драматичен разговор, в който Сара представя
своя морал, принципи и норми, Марлуд се опитва да я убеди, какъв измамник е нейният любим. Разказва ѝ  любовната историята между Марлуд и Мелефонт, като споменава, че имат дете. Нещо, което Сара дори не предполага. В хода на действието Марлуд се издава и разкрива своята истинска самоличност. Шокирана, Сара избягва от стаята с викове за помощ и припада за кратко.

### Пето действие — Трагичен край
Сара чака Мелефонт да дойде, като междувременно обвинява себе си, че не е успяла да  разпознае от самото начало Марлуд.  Смята Мелефонт за невинен, тъй като Марлуд го е проследила дотук и се е опитала да го убие.
Сара поисква обяснение за Арабела от своя любим. Прощава му и дори предлага, да отгледа Арабела като свое собствено дете. Но през развоя по време на първа сцена на пето действие здравословното състояние на Сара се влошава. В началото причините за нейната
физическа отпадналост се отдава на припадането ѝ, но съвсем скоро от писмо на Марлуд до Мелефонт се установява, че Сара е била отровена от Марлуд. В него тя поставя условието, че ако никой  не я следва до пристанището, ще си тръгне, като ще му остави Арабела. В противен случай ще използва дъщеря им като заложник.
Разярен Мелефонт отива да търси помощ. Сър Уилиам, който става свидетел на това, разпозвава в реакцията на Мелефонт истинската любов и на смъртния одър на дъщеря си им дава прошка. Сър Уилиам прощава на двамата влюбени и съжалява, че не го е направил по-рано. Мелефонт се завръща покрусен и обезнадежден, защото не е успял да намери лекар, който да помогне на неговата любима. Сара прощава на Марлуд и моли баща си да се грижи за Мелефонт и дъщеря му. Самият Сър Уилиам  е толкова съсипан от чувство за вина, че веднага се съгласява.
С оглед на благородството проявено от страна на Сара и баща и, самия Мелефонт не успява да си отмъсти на Марлуд. Той обаче не намира сили да прости  на себе си и се самоубива. Въпреки това Сър Уилиам изпълнява последната воля на дъщеря си и взима Арабела, за да се грижи за нея.

## Белези на бюргерска трагедия
- фиктивен сюжет
- трагичен край
- смесени характери
- състрадателност, съчувствие
- проза
- илюзия

## Постановки
Постановката е една от най-играните пиеси в Германия. На 15 ноември 2015 г. в театъра в Мюнстер е премиерата на модернизираната постановка на Катрин Медлер. На 10 ноември 2007 г. в „Горки Студио“ в Берлин е премиерата на модернизираната постановка на Барбара Вебер. Драмата е поставяна на сцена още и в градския театър в Мюнхен през 2015 г. от режисьора Доминик Гюнтер.  

## Екранизация
- 1987 Miss Sara Sampson (режисьор- Дейвид Муштар Саморай), ФРГ

## Преводи на български език
- „Мисъ Сара Сампсонъ“ – Г. Е. Лесинг, издателство „Отец Паисий“, 1917, прев. Др. П. Неджов